# Kolibri (motorfiets)
Kolibri is een historisch merk van inbouwmotoren. Ze werden geproduceerd door Weka GmbH te München (1923-1930), een Duits merk dat een populaire 110 cc tweetakt-inbouwmotor produceerde.
Volgens sommige bronnen zou het een product van Cockerell zijn. Zowel de vestigingsplaats München als de cilinderinhoud van 110 cc wijst daar ook op. 110 cc Cockerell-blokjes werden door verschillende merken als inbouwmotor gebruikt.